# Scharnhorst (1936)
Scharnhorst var ett lätt slagskepp i Nazitysklands flotta. Hon var det första fartyget av två i Scharnhorst-klass, som hon bildade tillsammans med systerfartyget Gneisenau. Hennes huvudbestyckning utgjordes av nio 28 cm kanoner i tre trippeltorn, två i fören och ett i aktern, och den sekundära bestyckningen av tolv 15 cm kanoner i fyra dubbeltorn och fyra enkeltorn. Scharnhorst byggdes på varvet Deutsche Werke i Kiel och sjösattes den 3 oktober 1936. Den 7 februari 1939 togs hon i tjänst av flottan. Scharnhorst sänktes av brittiska flottstyrkor under slaget vid Nordkap den 26 december 1943. Endast 36 ur den nästan 2 000 man starka besättningen överlevde.

## Historia
Scharnhorst sjösattes 1936 ungefär samtidigt som systerfartyget Gneisenau och sattes in i strid 1939. I november detta år sänkte de båda fartygen den brittiska hjälpkryssaren HMS Rawalpindi. På vägen tillbaka spärrade Storbritanniens flotta av skeppens tillbakafärd men tack vare en storm lyckades båda fartygen ta sig tillbaka utan skador.[källa behövs]
Vid den tyska invasionen av Norge deltog de båda systerfartygen vid landstigningen i Narvik den 9 april 1940. De blev överraskade av slagkryssaren HMS Renown som fick in flera träffar på Gneisenau och som själv blev träffad, men Scharnhorst fick inga skador under den två timmar långa striden.
Den 7 juni samma år stötte fartygen på det brittiska hangarfartyget HMS Glorious och två eskorterande jagare HMS Ardent och HMS Acasta som var på väg tillbaka till Storbritannien efter att ha deltagit i slaget om Norge. Alla tre brittiska fartygen blev sänkta och Scharnhorst klarade sig undan med en torpedträff som orsakade 48 matrosers död. På midsommarafton 1940 återkom hon till Kiel och reparerades under ett halvår.
I början av 1941 bröt sig Scharnhorst och Gneisenau ut i Atlanten och lyckades på mindre än två månader sänka 22 handelsfartyg för att sedan ankra i den franska hamnstaden Brest. Brittiskt bombflyg attackerade oupphörligt och i början av 1942 beslöt man att försöka ta sig igenom engelska kanalen till Kiel. Britterna blev tagna på sängen och både fartygen tog sig tillbaka till Tyskland även om Gneisenau blev skadat och sedan inte gav sig ut på några fler offensiva operationer.
Ett år senare begav sig Scharnhorst norrut för att ankra i Langfjorden vid Alta i Nordnorge. Scharnhorst deltog i attacken mot Svalbard (Operation Sizilien) i september 1943 tillsammans med det tyska slagskeppet Tirpitz. I december 1943 löpte Scharnhorst ut tillsammans med fem jagare och flera ubåtar för att attackera en konvoj på väg till Murmansk med krigsmateriel. Konvojen var utsänd som lockbete just för att locka ut Scharnhorst och två brittiska stridsgrupper varav den ena leddes av det brittiska slagskeppet Duke of York, låg i beredskap för att understödja konvojen ifall Scharnhorst gick till attack. Trots att tyskarna misstänkte just detta och sände ut spaningsflyg så upptäcktes aldrig de brittiska stridsgrupperna och i det följande slaget sänktes Scharnhorst. N 72,31 O 28,155 c:a 120 km nordost om Nordkap.

## Systerskepp
- Gneisenau